# Hongkong-Hakka
Het Hongkong-Hakka is het meestgesproken dialect van de Hakka in de New Territories van Hongkong. Het dialect is een van de vele varianten van het Hakka. Het heeft veel sprekers in New Territories, Engeland en Nederland. In de laatste twee Europese landen wordt dit dialect sinds begin jaren vijftig van de 20e eeuw gesproken, toen de eerste Hakka migranten uit de New Territorries kwamen.
- Sino-Tibetaanse talen
  - Chinese talen
    - Hakka
      - Hongkong-Hakka

## Geschiedenis
Het Hongkong-Hakka bestaat al meer dan tweehonderd jaar en was een belangrijke voertaal voor marktkoopmannen en handelaren in de New Territories. Door de popularisering en educatie van het Standaardkantonees kwam er een eind aan de macht die het Hongkong-Hakka had. Het aantal van Hakkanezen in Hongkong in 1966 wordt geschat op 250.00, dat was 6,7% van de Hongkongse bevolking en 7,5% van de Hongkongse bevolking kon Hongkong-Hakka spreken. Nu zijn de Hongkong-Hakkasprekers in Hongkong alleen nog te vinden in de kleine dorpen op het platteland van de New Territories.
In de jaren zeventig waren er nog veel Hongkong-Hakkasprekers in Tai Po 大埔, Yuen Long 元朗, Sheung Shui 上水 en andere gebieden met veel Hakkanezen in New Territories. Tegenwoordig zijn er in die drie gebieden nog maar weinig Hakkanezen. De meesten hebben hun jiaxiang in het vasteland van China.

## Populaire cultuur
Om het plattelandsgevoel van sommige TVB series wat te verhogen, worden sommige stukjes in de serie expres in het Hongkong-Hakka gesproken.

## Romanisatie
Het Hongkong-Hakka wordt geschreven in Hakka pinjim. Hakka pinjim is gelijk aan Jyutping.

## Zinnen en woorden in het Hongkong-Hakka
| Een paar zinnen en woorden in het Hongkong-Hakka |                                                                                |                                                                            |                      |
| Nederlands                                       | Hongkong-Hakka                                                                 | Kantonees                                                                  | traditioneel Chinees |
| ik                                               | ngai (涯)                                                                      | Ngoh (我)                                                                  | 我                   |
| hij/zij                                          | Kie (佢)                                                                       | Keuj (佢)                                                                  | 他/她                |
| meisje                                           | Môoi taai (妹仔)                                                               | Leuj Chai (女仔)                                                           | 女兒                 |
| jongetje                                         | Lauw Dhaai (??)                                                                | Laam Chai (男仔)                                                           | 男兒                 |
| goede jongen                                     | Lien T'aai (??)                                                                | Lek Chai (叻仔)                                                            | 好孩子               |
| wat?                                             | Mak kaai (乜街)                                                                | Meh jeh? (咩野？)                                                          | 什麽？               |
| Wat doe je?                                      | Jie choh mak kaai? (你做乜街阿?)                                               | Le choow mah jeh? (你做咩野阿?)                                            | 你幹什麽呢？         |
| komen                                            | Loi (來)                                                                       | Leej (來)                                                                  |                      |
| Het mag niet!                                    | M deh! (唔得!)                                                                 | M dah! (唔得!)                                                             | 不行！               |
| uitnodigen                                       | Tjang (請)                                                                     | Cheng (請)                                                                 |                      |
| eten                                             | Sîh (食)                                                                       | Sik (食)                                                                   | 吃                   |
| de hele dag                                      | Saang ngjîh (成日)                                                             | Sing yat (成日)                                                            | 全日                 |
| mij niet uitnodigen                              | M Hang Aai                                                                     | M juk ngo                                                                  | 沒叫我               |
| geen tijd hebben                                 | M Deh Haan (唔得閑)                                                            | M dah Haan (唔得閑)                                                        | 沒空了               |
| zeer mooi                                        | Hau leng k'aai                                                                 | Keej Leng Woh                                                              | 很漂亮               |
| Dat is het niet.                                 | M heh oh (唔係哦)                                                              | M Haj Aa (唔係阿)                                                          |                      |
| Nog steeds tegen je moeder liegen?               | Hang Nak Aa Maa?                                                               | Chong aak aa maa?                                                          | 還騙阿媽?            |
| Ik weet het.                                     | Ngai Die daauw (知道阿)                                                        | Chie toow (知道阿)                                                         |                      |
| een verjaardagsspreuk                            | Njen njen joow kiem jiet, sooi sooi joow kiem dzaauw. (年年有今日，嵗嵗有今朝) | Nien nien yauw kam yat, seuj seuj yauw kam chiew. (年年有今日，嵗嵗有今朝) |                      |
| een verjaardagsspreuk                            | Foek yuu dong haai, soow bie naan saan. (福如東海，壽比南山)                   | Fok yuu tong hooi, sauw peej naam saan. (福如東海，壽比南山)               |                      |
| bedankt                                          | Doh Tjèh (多謝)                                                                | Toh Cheh (多謝)                                                            |                      |
| spreken                                          | Kang wah (講)                                                                  | Kôong wah(講)                                                              |                      |
| terugkomen                                       | Faan Looj (回來)                                                               | Faan Leej (返來)                                                           | 回來                 |
| eigen mensen                                     | Chie Kaa Ngin (自己人)                                                         | G / Tjie keej yaan (自己人)                                                |                      |
| twee                                             | Ngie (二)                                                                      | Yie (二)                                                                   |                      |
| tien                                             | Sip (十)                                                                       | Sap (十)                                                                   |                      |
| tot ziens                                        | Tjai ken (再見)                                                                | Chooi kien (再見)                                                          |                      |